# Петропавловское сельское поселение (Костромская область)
Петропа́вловское се́льское поселе́ние — муниципальное образование в составе Павинского района Костромской области России.
Административный центр — деревня Берёзовка.

## История
Петропавловское сельское поселение образовано 30 декабря 2004 года в соответствии с Законом Костромской области № 237-ЗКО, установлены статус и границы муниципального образования.

## Население
| 2008 | 2010 | 2012 | 2013 | 2014 | 2015 | 2016 |
| ---- | ---- | ---- | ---- | ---- | ---- | ---- |
| 519  | ↗535 | ↘506 | ↘483 | ↘448 | ↘407 | ↘382 |
| 2017 | 2018 | 2019 | 2020 | 2021 |      |      |
| ↘352 | ↘337 | ↘314 | ↘292 | ↘210 |      |      |

## Состав сельского поселения
| №  | Населённый пункт  | Тип населённого пункта          | Население |
| -- | ----------------- | ------------------------------- | --------- |
| 1  | Берёзовка         | деревня, административный центр | ↗129      |
| 2  | Большая Берёзовка | деревня                         | ↘9        |
| 3  | Бутырки           | деревня                         | →0        |
| 4  | Вторая Грязучая   | деревня                         | ↗7        |
| 5  | Вторунка          | деревня                         | →0        |
| 6  | Доровица          | деревня                         | ↘49       |
| 7  | Исити             | деревня                         | →0        |
| 8  | Карпово           | деревня                         | ↗64       |
| 9  | Кукшинга          | деревня                         | ↗28       |
| 10 | Макаровская       | деревня                         | →0        |
| 11 | Мундор            | деревня                         | →0        |
| 12 | Новое Березино    | деревня                         | ↘13       |
| 13 | Новое Коточижное  | деревня                         | →0        |
| 14 | Новое Раменье     | деревня                         | ↘9        |
| 15 | Панково           | деревня                         | ↘12       |
| 16 | Первая Грязучая   | деревня                         | ↗57       |
| 17 | Петропавловское   | село                            | ↘32       |
| 18 | Старое Березино   | деревня                         | →0        |
| 19 | Старое Коточижное | деревня                         | ↘2        |
| 20 | Старое Раменье    | деревня                         | ↘15       |
| 21 | Шубино            | деревня                         | →0        |
| 22 | Шумково           | деревня                         | ↗95       |